# CastleVille
CastleVille é um jogo para rede social desenvolvido pela Zynga, lançado em Novembro de 2011. É uma mistura de elementos de outros jogos da produtora, como FarmVille e CityVille. Em seu primeiro mês, conseguiu 26.5 milhões de jogadores, tornando-se um dos jogos mais jogados no Facebook.

## Jogabilidade
O jogo se passa na era medieval, possibilitando os jogadores a construirem suas terras com elementos medievais, como castelos e casas de vilarejos. O objetivo principal do jogo, é continuar expandindo suas terras e ir resolvendo os desafios impostos durante o percurso, as chamadas Missões. O jogo conta também com um sistema de interação social, dando aos jogadores a oportunidade de dividir itens, trocar presentes e realizar outras tarefas que só podem ser feitas com ajuda de seus vizinhos.
Para decepção de muitos jogadores e admiradores do jogo, no dia 30 de Abril de 2015, a Zynga, retirou o suporte ao jogo do ar, não estando mais acessível para jogá-lo. Tinha avisado por email aos usuários que os desenvolvedores de jogo seriam remanejados para desenvolverem outros jogos, tirando assim o jogo de Site. Ao tentar acessar o link do jogo https://zynga.com/games/castleville, aparece seguinte resposta: "... Sorry, you do not have access to this page..." "...Desculpe, você não tem acesso a esta página..."
Aos game maníacos em CastleVille fica apenas a recordação de bons anos desfrutado desse jogo que em seu primeiro mês na net atingiu a marca de 26,5 milhões de jogadores.
Seria muito bom se as Plataformas de Game com PS4, PS3, Wi e X-Box, lançassem esse tipo de jogo para servir como uma Comunidade on-line.

## Personagens
O jogo também conta com personagens NPCS, e são eles:

### Protagonistas e Personagens secundários
1. The Duke
2. Yvette, a Donzela Amável (Giselle, a Princesa Amável em  pré-produção)
3. Rafael, o Áspero Lenhador (Antonio em pré-produção)
4. George, o Minerador Amigável
5. Alastair, o Sábio Mago
6. Baz, o Pequeno Guerreiro/o Futuro Matador de Dragões
7. Izadora, a Diva
8. Sonja, a Pirata Foxy
9. Tom, o Matador de Dragões
10. Mia, a Chef Renomada
11. Quinn, o Bardo
12. Kathleen, a Pastora Fugitiva (Temporário)
13. Sylphie, a Fada Voadora (Temporário)
14. Ulrich, Mestre Blacksmith
15. Giovanni, Um Homem da Renascença
16. Kris Kringle (Temporário, durante o evento de Natal.)
17. Sullivan,o Doende (Temporário, durante o evento de St. Patrick's Day)

### Antagonistas
1. Faugrimm, o Lorde das Trevas
2. Hazel, a Bruxa de Gelo
3. Lamont, Mestre do Pântano das Trevas
4. Cyril, o Dragão das Trevas

### Inimigos
1. Bestas
  1. Rato Sombrio (aparece quando se mexe na colheita)
  2. Lobo Sombrio (aparece quando se mexe com animais)
  3. Ladrão Sombrio (aparece quando se recolhe impostos das casas)
  4. Goblin Sombrio (aparece quando se mexe com algo da natureza, como pedras, árvores, etc.)
  5. Yeti Sombrio (aparece quando se mexe no gelo em qualquer lugar do Norte)
  6. Orc Sombrio (aparece quando se mexe nas raízes sombrias do Pântano Sombrio)
2. Minions do Lamont
  1. Tentáculos do Lamont

### Pets
1. Skippy  Pet de pedra de George
2. Minkerbelle  Pet de Izadora
3. Dogs

### Personagens Especiais
1. Martha Stewart (durante o evento da primavera 2012)

### Personagens mencinados mas que não apareçem no jogo
1. Elmor, o Imperturbável (mencionado por  Rafael)
2. Hugh Moore, Sombriologista (mencionado por The Duke)
3. Jai Lu, Maga (mencionado por The Duke)